# Nørre Alslev
Nørre Alslev es una localidad situada en el municipio de Guldborgsund, en la región de Selandia (Dinamarca). Tiene una población estimada, a inicios de 2022, de 2379 habitantes.
Está ubicada junto al estrecho de Guldborgsund, que separa las islas de Lolland y Falster, en el mar Báltico.